# Louiza Abouriche
Louiza Abouriche (en arabe : لويرزة أبوريش), née le 4 avril 2003, est une karatéka algérienne du club de la JS Freha (Wilaya de Tizi-Ouzou) en Algérie.

## Carrière
Louiza Abouriche est une karatéka du club de la JS Freha.
Elle remporte la médaille d'or en kumite individuel junior des moins de 53 kg aux Championnats d'Afrique de karaté 2020 à Tanger et en kumite individuel des moins de 21 ans des moins de 55 kg aux Championnats du monde 2022 à Konya.

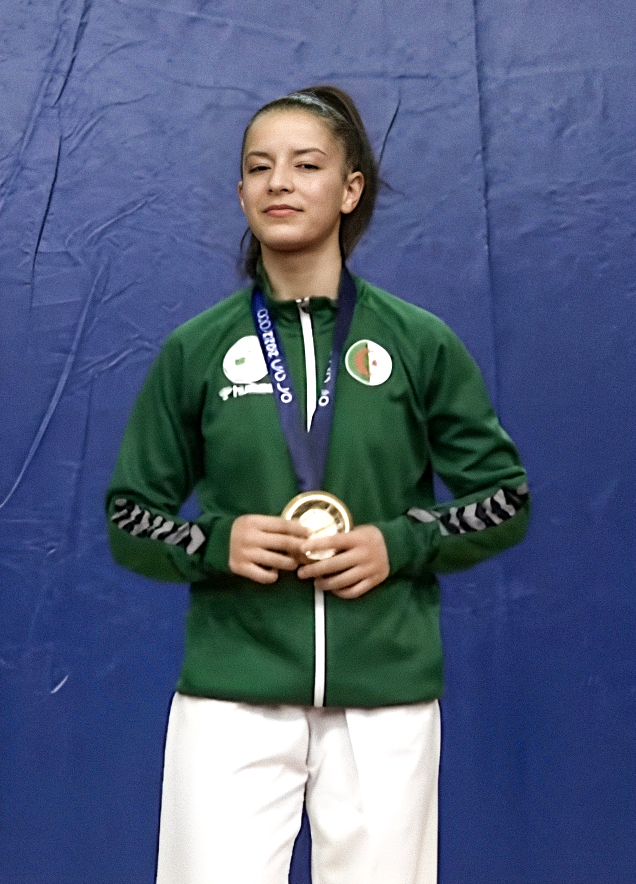
Louiza, médaille d'or du kumite individuel des moins de 55 kg aux Jeux méditerranéens de 2022 à Oran.

Elle obtient la médaille d'or en kumite individuel des moins de 55 kg aux Jeux méditerranéens de 2022 à Oran et la médaille d'argent dans la même catégorie aux Jeux de la solidarité islamique de 2021 à Konya ainsi qu'aux Championnats d'Afrique de karaté 2022 à Durban. Elle est aussi médaillée d'or en kumite par équipes lors des Championnats d'Afrique 2022.
Elle est médaillée d'or en kumite individuel des moins de 55 kg aux Jeux panarabes de 2023 à Alger. 
Aux championnats d'Afrique 2023 à Casablanca, elle est médaillée d'argent en kumite individuel des moins de 55 kg ainsi que médaillée d'or en kumite par équipes. En octobre 2023, elle est médaille d'or aux Jeux mondiaux des sports de combat 2023.
En mars 2024, elle est médaillée d'or en kumite individuel des moins de 55 kg aux Jeux africains à Accra.
Elle est médaillée de bronze en kumite individuel des moins de 55 kg lors des Championnats d'Afrique 2025 à Abuja.